# Nước yếu không có ngoại giao
Nước yếu không có ngoại giao (giản thể: 弱国无外交; phồn thể: 弱國無外交), hay quốc gia yếu kém không có ngoại giao, là một cụm từ do Lục Trưng Tường, Bộ trưởng Bộ Ngoại giao đầu tiên của Trung Hoa Dân Quốc nói ra vào năm 1945. Ông nhìn lại lịch sử nhục nhã của Trung Quốc thời hiện đại, với con đường đầy chông gai và nhiều thảm họa, và nhờ vậy mới lấy cảm hứng để thốt lên câu nói này.
Nhân vật sớm nhất trong lịch sử tuyên bố rằng “nước yếu không có ngoại giao” là Gia Cát Lượng, thừa tướng nước Thục thời Tam Quốc. Ý nghĩa thực sự của cụm từ này là chỉ khi một quốc gia mạnh lên thì mới có tiếng nói và ảnh hưởng thực sự trong các vấn đề quốc tế.